# Таня Мишчевич
Таня Мишчевич (на сръбски: Тања Мишчевић / Tanja Miščević) е сръбска политоложка и преподавателка, министърка по европейската интеграция на Сърбия в третото правителство на Ана Бърнабич от 2022 г.

## Биография
Родена е на 6 август 1966 г. в Земун, Белград, Социалистическа република Сърбия, СФРЮ. Основното и средното си образование завършва в Земун. През 1989 г. завършва Факултета по политически науки на Белградския университет, където защитава магистърска и докторска степен. Специализира в областта на Европейския съюз в Бонския университет през 1988 г. и в Колежа на Европа през 2004 г.
През 1991 г. започва работа във Факултета по политически науки на Белградския университет като демонстратор по английски език, позиция, която заема до 1995 г., когато става стажант асистент. Работи като асистент до 2003 г., след това става доцент. През 2009 г. става доцент във факултета, където изучава международни и правни въпроси. През 2016 г. става професор. Била е гост-професор във Военната академия на Министерството на отбраната и Центъра за европейска интеграция към Бонския университет.
През 1997 г. е сред съучредителите на институт „Г17“, неправителствена организация, която през 2002 г. става политическа партия на име „Г17 плюс“, там тя работи като мениджър на отдела за европейски изследвания. От 2005 до 2009 г. е директор на Службата за европейска интеграция на правителството на Сърбия. През 2006 г. тя печели наградата „Сътрудник на годината за Европа“. Била е член на преговорния екип на правителството относно присъединяването на Сърбия към Европейския съюз, както и ръководител на преговорния екип за сключване на Споразумението за облекчаване на визовия режим и Споразумението за обратно приемане между Сърбия и Европейския съюз. През 2010 г. тя е назначена за държавен секретар в министерството на отбраната от Драган Шутановац, на чиято длъжност е до юли 2012 г., след което служи като специален секретар по европейските интеграции на Расим Ляич, който по това време е заместник министър-председател. През 2013 г. е предложена от Александър Вучич да бъде назначена за директор на преговорния екип за присъединяването на Сърбия към Европейския съюз, малко по-късно през септември 2013 г. тя приема предложението. Като директор призовава реформите да се въведат в закон с цел да се влезе в Европейския съюз възможно най-скоро. Тя подчертава подкрепата си за хармонизиране на външнополитическите позиции на Сърбия с позициите на Европейския съюз. Наградена е от „Гей Стрейт Алианс“ с наградата „Дъга“ за приноса си в борбата срещу хомофобията и подобряването на правата на ЛГБТ хората. През септември 2019 г. тя се отказва от заеманата длъжност. Скоро след това става заместник генерален секретар на Съвета за регионално сътрудничество.
Била е заместник-председател на Европейското движение в Сърбия. От 2009 до 2010 г. е член и заместник-председател на борда на Агенцията за борба с корупцията. Според вестник „Данас“ тя е известна като експерт по европейската интеграция на Сърбия.
На 23 октомври 2022 г. е обявено, че ще заема длъжността министър по европейската интеграция на Сърбия в третия кабинет на Ана Бърнабич. Тя полага клетва на 26 октомври. Застъпва се за присъединяването на Сърбия към Европейския съюз, цитирайки нейната подкрепа за „модерно, стабилно и развито общество и равенство“.
През ноември 2022 г. Таня Мишчевич обявява, че „Сърбия постепенно ще приеме визовата политика на Шенгенското пространство“ и че ще приведе своята външна политика и политика за сигурност в съответствие с Европейския съюз.